# 水色のたまご
『水色のたまご』（みずいろのたまご）は、たておか夏希による日本の漫画作品。
『なかよし』（講談社）にて1997年4月号から1998年3月号まで連載。全12話。その他、同誌の増刊である1997年の『なつやすみランド』（同）と1998年の『はるやすみランド』（同）に番外編が掲載された。
人間の形をした小さな生きもの・チルチルとミチルの物語。

## 書誌情報
- たておか夏希 『水色のたまご』 講談社〈講談社コミックスなかよし〉、1998年6月5日第1刷発行、ISBN 4-06-178891-4
  - 『なかよし』に連載された本編と、『なつやすみランド』に掲載された番外編が収録されている。全1巻。

## 備考
1. ↑  単行本31ページ「たまごのひとりごと 1」で「生きもの」と説明している。